# 伊豆下田バス

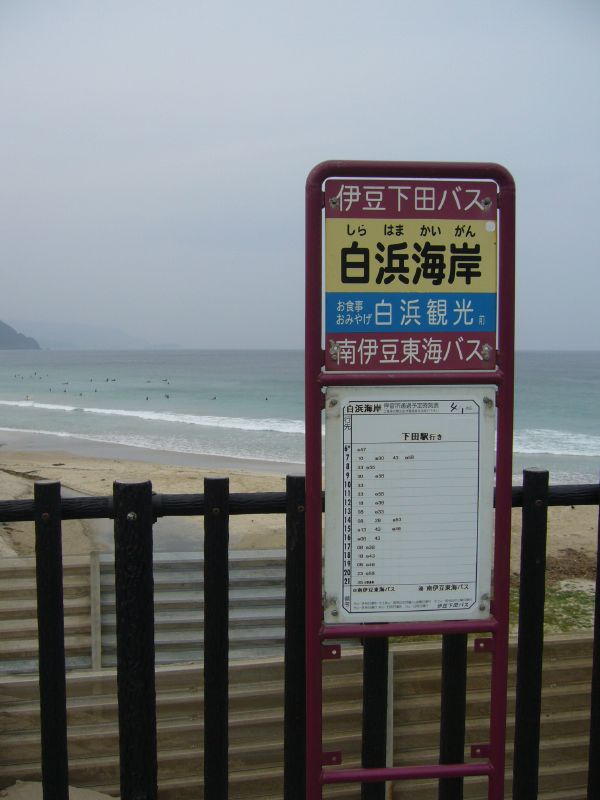
南伊豆東海バスとの共用バス停留所。下田市白浜。2006年4月。

伊豆下田バス株式会社（いずしもだバス）は、かつて静岡県下田市で営業していたバス会社である。

## 概要

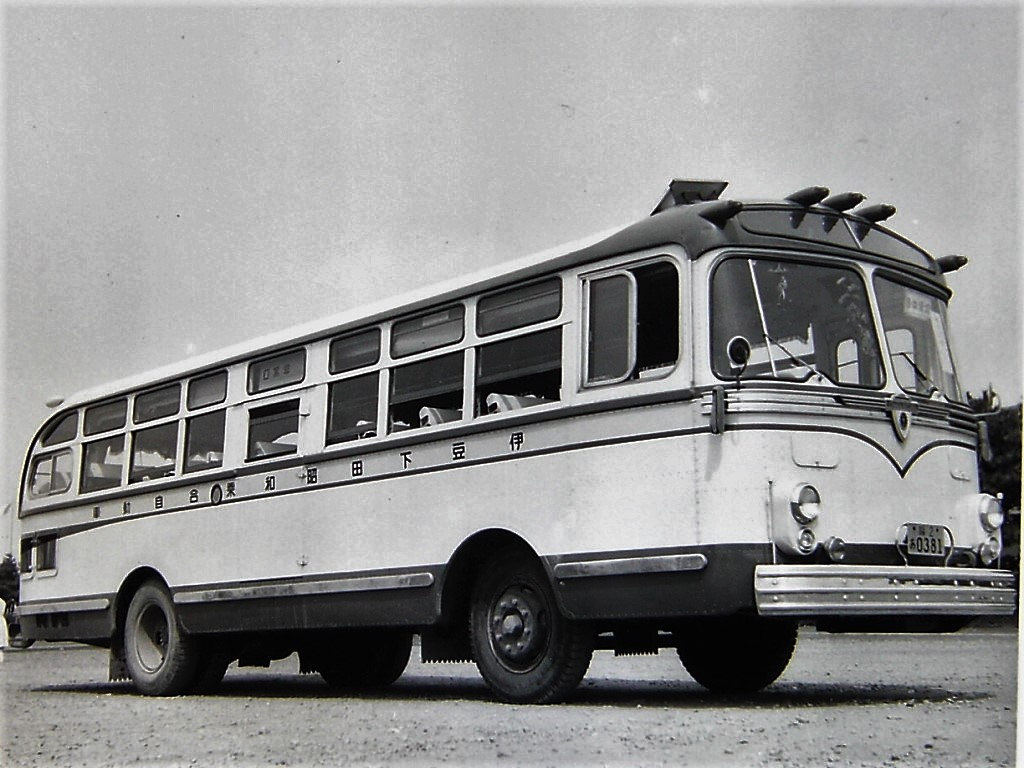
いすゞBA341P
昭和自動車時代の貸切車

1928年1月、昭和自動車株式会社として創業。下田市に本社を置き、下田市および賀茂郡南伊豆町での路線バスや定期観光バス、貸切バス事業の他、日産レンタカーの取次業務も行っていた。
伊豆半島のバス事業者が東海自動車（後に小田急グループ入り）に集約されていったのに対して昭和自動車は独立して営業してきたが、1966年に東海自動車と敵対していた西武グループの伊豆箱根鉄道系列に入り、社名を伊豆下田バス株式会社に変更した。西武グループに入ってからバスはライオンズカラーとなっていた。
2006年2月23日、親会社の伊豆箱根鉄道は下田地域におけるシナジー効果の観点から当社の解散を決定、バス事業はかつて敵対していた東海自動車グループに譲渡されることとなった。そして、路線バス事業は同年9月30日をもって営業終了し南伊豆東海バス（当時）へ譲渡された。その後は同年末に会社を解散し、翌2007年3月に清算結了して79年の歴史に幕を下ろした。

## 沿革
- 1928年（昭和3年）1月 - 昭和自動車株式会社[2]として創業。
- 1965年（昭和40年）8月20日 - 伊豆箱根鉄道と業務提携[2]。
- 1966年（昭和41年）3月20日 - 伊豆箱根鉄道系列に入り、伊豆下田バス株式会社に社名変更[2]。
- 1967年（昭和42年）7月 - ボディーデザイン一新。
- 1987年（昭和62年）3月18日 - 新型観光バス5台導入。
- 2006年（平成18年）
  - 2月23日 - 伊豆箱根鉄道、伊豆下田バスの会社解散を決定[1]。
  - 2月24日 - 伊豆箱根鉄道と東海自動車の間で路線の営業譲渡に関する基本合意書を締結[1]。
  - 9月30日 - 乗合バス営業終了。
  - 10月1日 - 南伊豆東海バスに事業譲渡[1]。
  - 12月31日 - 会社解散[3]。
- 2007年（平成19年）3月26日 - 清算結了、法人格消滅[3]。

## 営業所・案内所
- 本社営業所
  - 静岡県下田市東本郷
- 駅前案内所

## 路線

### 一般路線
ほとんどの路線は南伊豆東海バスに譲渡された。
- 蓮台寺・大沢口線
  - 下田駅前 - 高馬 / 中村大橋 - 蓮台寺温泉 - 大沢口
- 白浜・板戸一色線（南伊豆東海バスと共同運行）
  - 下田駅前 - 柿崎 - 白浜海岸 - 下田プリンスホテル - 板戸一色
- 須崎・爪木崎線
  - 下田駅前 - 柿崎海岸 - 須崎 - 御用邸前 - 爪木崎
- 下賀茂・大賀茂線
  - 下田駅前 - 岩下 / 下田中学校 - 馬込・一条竹の子村 - 上賀茂 - 南伊豆町役場前 - 下賀茂温泉
- 下田海中水族館線（南伊豆東海バスと共同運行）
  - 下田駅前 - 大浦口 - 下田海中水族館
- 外浦線（2006年9月30日廃止）
  - 下田駅前 - 柿崎 - 外浦
- 大浦線（2006年9月30日廃止）
  - 下田駅前 - 大浦口 - 大浦

### 定期観光路線
- 伊豆下田名所めぐり遊覧バス

## 車両
- 車両は西武系らしく、日産ディーゼル工業のシャーシと富士重工ボディの組み合わせが多かった。路線バスの一部には観光タイプの車両も使用されていた。
- 営業の最末期には淡路交通からいすゞ車が1台移籍して路線車として使われていたが、事業廃止に伴い浜松バスに転籍している。